# Praline Gay-Para
Praline Gay-Para est une conteuse, auteure, comédienne et traductrice née au Liban en 1956,,,,.

## Études
Elle a suivi des études d'ethnolinguistique. Elle est titulaire d'une thèse de doctorat, soutenue en 1985 à Paris III : Contes de la montagne libanaise. Cette thèse s'est appuyée sur un collectage de contes libanais entre les années 1979 et 1983. Depuis plus de vingt ans, elle mène une réflexion théorique sur l’oralité et sur les récits contemporains urbains : récits de vie, faits divers, rumeurs,

## Carrière
Depuis 1981, elle collecte et écrit livres et spectacles autour du conte, de l'oralité. Elle a bénéficié de plusieurs résidences artistiques (La Maison du Conte, Carré, scène nationale de Château-Gontier, Ferme de Bel Ébat à Guyancourt). Elle a écrit plus de 60 livres. Elle est chargée de l’atelier petite enfance, en partenariat avec la médiathèque Boris Vian et la ville de Chevilly-Larue.

## Création de spectacles
- Pourquoi je ne suis pas née en Finlande, 2011[8],[9]
- Par ici…, récits de la Mayenne, 2010
- Caravane, récits ambulants, 2007
- Récits de mon île, 2005
- Un aller pas si simple, avec la chanteuse Sandra Nkaké, 2004
- Exils d’Elle, récit de voyage avec Sylvain Cartigny
- Sens dessus dessous, avec la conteuse sourde Marie Boccacio
- Contes turbulents, avec le musicien Jean-François Piette
- Triangle, récits et musique afro-américains et caribéens avec le contrebassiste Simon Mary

## Ouvrages
- Contes pour jeunes filles intrépides - Des quatre coins du monde, Babel, 2020
- Pevar mignon e-touez an erc'h, Andrée Prigent (illustrations), Mark Kerrain (traduction en breton), Sav-Heol, 2018
- Le Pompon du lapin, Céline Murcier (direction littéraire) ; Martine Bourre (illustrations), Didier jeunesse, 2018
- Vives & Vaillantes, Céline Murcier (direction littéraire) ; Rémi Saillard (illustrations), Didier jeunesse, 2018
- La Jeune Fille au visage de pierre, Céline Murcier (direction littéraire) ; Anne-Lise Boutin (illustrations), Didier jeunesse, 2016
- Ogres et Ogresses, (avec 1 CD), ; illustrations : Martine Bourre, Rémi Saillard, Vanessa Hié, Didier jeunesse, 2014
- Bonnets rouges et Bonnets blancs : un conte guadeloupéen : Marie-Galante, Céline Murcier (direction littéraire), Rémi Saillard (illustrations), Didier jeunesse, 2014
- Contes très merveilleux : des quatre coins du monde, Actes Sud, 2014
- Ti Moun dit non !, Lauranne Quentric (illustrations), Syros, 2014, réédité en 2017
- Petit beignet rond et doré, Rémi Saillard (illustrations), Didier jeunesse, 2013
- Récits de mon île, : contes urbains, Actes Sud, 2013
- On y va papa !, Rémi Saillard (illustrations), Didier jeunesse, 2012, réédité en 2018
- Pourquoi je ne suis pas née en Finlande ?, Paradox, 2011
- Quatre amis dans la neige, Andrée Prigent (illustrations), 2011, réédité en 2015
- La Petite Fille Nounou, (avec 1 CD), Sylvain Cartigny (guitare, basse, contrebasse, etc.), Mathieu Bauer (batterie, steel drum, percussion, etc.), Marc Delhaye (guitare, banjo, trombone, etc.) ; Claudie Guyennon-Duchene (illustrations), 2010
- Contes à jouer du chapeau, Anne Hemstege, (illustrations), Syros, 2009
- Patouffèt, coécrit avec Marta Soler Gorchs, Vanessa Hié, Didier Jeunesse, 2009, réédité en 2018
- La Femme dorade, Christophe Merlin (illustrations), Syros, 2008
- Jo junior, Rémi Saillard (illustrations), Hatier, 2008, réédité en 2009
- Sous la peau d'un homme, Aurélia Fronty (illustrations), Didier Jeunesse, 2007, réédité en 2009
- Aïcha et l'Ogre, Vanessa Hié (illustrations), Didier Jeunesse, 2007, réédité en 2013
- Trouvé-dans-un-nid, Rémi Saillard (illustrations), Didier jeunesse, 2006
- Le Monstre et le Bébé, Rémi Saillard (illustrations), Didier jeunesse, 2005
- Le Rat et l'Éléphant, Sébastien Chebret (illustrations), Vents d'ailleurs, 2004
- Un aller pas si simple, coécrit avec Sandra Nkaké, Paradox, 2003
- Le Prince courageux : et autres contes d'Éthiopie, Sophie Dutertre (illustrations), Syros, 2003
- Le Poussin et le Chat, Rémi Saillard (illustrations), Didier jeunesse, 2003, réédité en 2009
- La Parole du monde : parole, mythologie et contes en pays Dogon, coécrit avec Geneviève Calame-Griaule, Mercure de France , 2002
- Le Pou et la Puce, Rémi Saillard (illustrations), Didier jeunesse, 2001
- L'Ogresse et les Sept chevreaux, Martine Bourre (illustrations), Didier jeunesse, 2001, réédité en 2012
- Le Tout Petit Garçon et la Mouche, Claudie Guyennon-Duchêne (illustrations), Grandir, 2000
- Roulé, le loup !, Hélène Micou (illustrations), Didier jeunesse, 1999, réédité en 2009, traduit en 2012 par Luis Barbeytia sour le titre ¡El lobo burlado!
- Quel radis dis donc !, Andrée Prigent (illustrations), Didier Jeunesse, 1998, réédité en 2004, 2005 et 2008. Traduit What a radish !, 2007
- Louliya et autres contes d'Égypte, Daniel Pudles, Syros, 1996, réédité en 2002
- Le Fils de la tempête et autres contes, Nathalie Novi (illustrations), Syros, 1995
- L'Ogre gentleman et autres contes, Nathalie Novi (illustrations), Syros, 1994, réédité en 2006
- De l'oral à l'écrit : genèse du recueil "Récits de vie des Gennevillois", coécrit avec Jean-Louis Le Craver ; Centre culturel communal de Gennevilliers, 1990
- Contes de la montagne libanaise : procédés stylistiques et signification, Institut d'ethnologie ,1985